# صموئيل جودي
صموئيل جودي (بالإنجليزية: Samuel Judy)‏ هو سياسي أمريكي، ولد في 19 أغسطس 1773، وتوفي في 12 يناير 1838.